# Phonognatha pallida
Phonognatha pallida är en spindelart som först beskrevs av Raymond Comte de Dalmas 1917.  Phonognatha pallida ingår i släktet Phonognatha och familjen käkspindlar.
Artens utbredningsområde är Western Australia. Inga underarter finns listade i Catalogue of Life.